# Naraura
Naraura là một thị xã và là một nagar panchayat của quận Bulandshahr thuộc bang Uttar Pradesh, Ấn Độ.

## Địa lý
Naraura có vị trí 27°30′B 78°26′Đ / 27,5°B 78,43°Đ Nó có độ cao trung bình là 174 mét (570 feet).

## Nhân khẩu
Theo điều tra dân số năm 2001 của Ấn Độ, Naraura có dân số 20.376 người. Phái nam chiếm 54% tổng số dân và phái nữ chiếm 46%. Naraura có tỷ lệ 58% biết đọc biết viết, thấp hơn tỷ lệ trung bình toàn quốc là 59,5%: tỷ lệ cho phái nam là 65%, và tỷ lệ cho phái nữ là 49%. Tại Naraura, 14% dân số nhỏ hơn 6 tuổi.